# Abbe (cràter)
Abbe és un cràter lunar a l'hemisferi sud de la cara oculta de la Lluna. Es troba just al sud del cràter Hess. Es diu així pel físic alemany Ernst Abbe.
La paret exterior d'Abbe està erosionada, amb petits falsos cràters a través de les crestes nord-oest i sud-oest. El sòl interior és relativament llis, amb alguns petits craters que marquen la superfície.

## Cràters satèl·lits
Per convenció, aquestes característiques s'identifiquen en els mapes lunars localitzant la lletra en el punt mitjà de la vora del cràter al voltant del cràter Abbe.

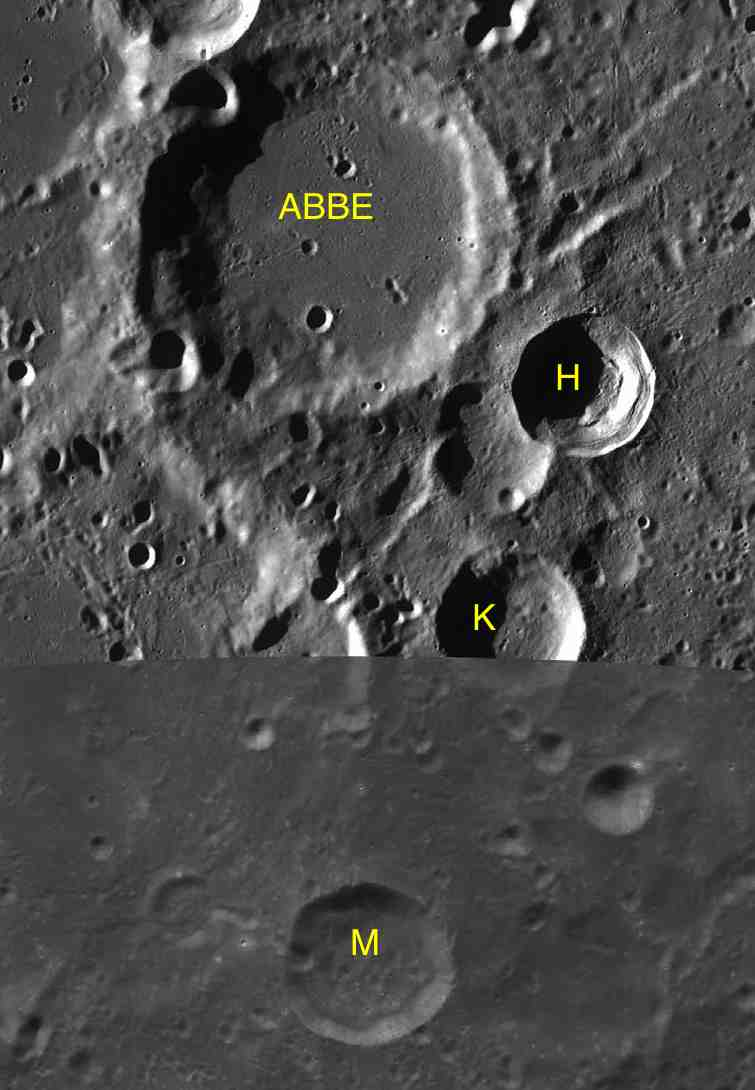
Imatge del cràter Abbe i dels seus cràters satèl·lits

| Abbe | Latitud | Longitud | Diàmetre |
| ---- | ------- | -------- | -------- |
| H    | 58,2° S | 177,9° E | 25 km    |
| K    | 59,6° S | 177,3° E | 28 km    |
| M    | 61,6° S | 175,3° E | 29 km    |